# Арабистика
Арабистика или Арапске студије је академска дисциплина усредсређена на проучавање Арапа и арапског света. Састоји се од неколико дисциплина попут антропологије, социологије, лингвистике, историографије, археологије, антропологије, културологије, економије, географије, историје, међународних односа, права, књижевности, филозофије, психологије, политичких наука, јавне управе и социологије.
Дисциплина се заснива на старим арапским хроникама, записима и усменом наслеђу, као и писаним извештајима о традицији Арапа које су оставили истраживачи и географи Арапског света (Блиски исток-Северна Африка).
У Републици Србији се арабистика проучава у оквиру Катедре за оријенталистику Филолошког факултета у Београду. Катедра оријенталистике је основана 1924. као најстарија катедра ове врсте на Балкану и обухвата „изучавање језика и књижевности народа из исламског цивилизацијског круга, првенствено Арапа, Персијанаца и Турака”. У приватној сфери, Удружење за културу, уметност и међународну сарадњу „Адлигат” има специјализовану библиотеку у којој се налазе књиге бројних аутора из арапског света, као и легат арабисте Јована Кузминца и др Дарка Танасковића.